# 瓦岡惠爾 (亞利桑那州)
瓦岡惠爾（英語：Wagon Wheel）是位於美國亞利桑那州納瓦霍縣的一個人口普查指定地區。根據2010年美國人口普查，該地人口為1652人，而該地的面積約為6.58平方千米。

## 地理
瓦岡惠爾的座標為34°11′45″N 110°01′23″W / 34.19583°N 110.02306°W，而該地最高點為海拔高度1832米（即6012英尺）。